# Klimkovice
Klimkovice (in tedesco Königsberg in Schlesien) è una città della Repubblica Ceca, situata nel distretto di Ostrava-město nella Regione di Moravia-Slesia.